# Scomparsa di Natalee Holloway
La scomparsa di Natalee Ann Holloway avvenne ad Aruba il 30 maggio 2005, durante un viaggio post diploma; venne dichiarata legalmente morta il 12 gennaio 2012. La Holloway era di Mountain Brook in Alabama e si era diplomata alla Mountain Brook High School il 24 maggio 2005. Il suo caso causò un enorme seguito da parte dei media negli Stati Uniti, e rimase irrisolto per anni. L'8 giugno 2023, Joran van der Sloot, considerato fino ad allora il principale sospettato della scomparsa di Holloway, fu estradato negli Stati Uniti per affrontare il processo per estorsione e frode telematica, entrambe accuse collegate alla scomparsa di Holloway. Il 18 ottobre 2023 van der Sloot si dichiarò colpevole delle accuse di estorsione e confessò di aver ucciso Holloway picchiandola a morte dopo che lei aveva rifiutato le sue avances sessuali.

## Eventi
Giovedì 26 maggio 2005 Natalee Holloway e altri 124 diplomati della Mountain Brook High School, situata nel sobborgo di Birmingham, in Alabama, arrivarono ad Aruba per un viaggio post diploma di cinque giorni. I diplomati erano seguiti da sette accompagnatori. Secondo i maestri e l'accompagnatore Bob Plummer, gli accompagnatori si incontravano con gli studenti ogni giorno per assicurarsi che non ci fossero problemi. Jodi Bearman, che aveva organizzato il viaggio, dichiarò "gli accompagnatori non dovevano controllare ogni loro passo".
Il commissario di polizia Gerald Dompig, che guidò le indagini dalla metà del 2005 al 2006, descrisse il comportamento degli studenti della Mountain Brook, affermando che vi erano state "feste selvagge, bevute continue, scambi di stanze tutte le notti. Sappiamo che l'Holiday Inn disse loro che non sarebbero stati i benvenuti l'anno successivo. Sappiamo che Natalee beveva tutto il giorno, tutti i giorni. Abbiamo racconti secondo i quali iniziava tutte le mattine con dei cocktail. Beveva così tanto che per due volte non si fece vedere la mattina". Due compagne di classe della Holloway, Liz Cain e Claire Fierman, "confermarono che bevevano in maniera abbastanza eccessiva".
La Holloway fu vista viva per l'ultima volta dalle compagne mentre lasciava il nightclub di Aruba Carlos'n Charlie's attorno all'una e mezza di notte, lunedì 30 maggio. La ragazza se ne andò con il diciassettenne Joran van der Sloot, uno studente olandese che viveva ad Aruba e frequentava l'International School of Aruba, e i suoi due amici del Suriname, il ventunenne Deepak Kalpoe e il diciottenne Satish Kalpoe, nella macchina di Deepak Kalpoe. La Holloway, che doveva tornare a casa il 30 maggio, non si presentò al volo di ritorno, e i suoi bagagli e il passaporto furono ritrovati nella sua camera all'Holiday Inn. Le autorità di Aruba iniziarono le ricerche attraverso l'isola e le acque circostanti, senza ritrovarla.
Quando van der Sloot e i fratelli Kalpoe vennero interrogati, i tre raccontarono di aver lasciato la Holloway davanti all'hotel e negarono di sapere cosa le fosse accaduto in seguito. Dopo ulteriori indagini da parte delle autorità, van der Sloot fu arrestato due volte, sospettato di coinvolgimento nella scomparsa della ragazza, mentre i Kalpoe furono arrestati per ben tre volte ciascuno. A causa della mancanza di prove i tre uomini furono rilasciati ogni volta senza accuse. Con l'aiuto di centinaia di volontari gli investigatori di Aruba condussero una grande ricerca per ritrovare la Holloway. Agenti speciali dell'FBI, cinquanta soldati olandesi e tre F-16 dell'Aeronautica militare olandese parteciparono alle ricerche. In aggiunta alle ricerche via terra, dei sommozzatori ispezionarono il fondo dell'oceano alla ricerca del corpo. Nonostante le ricerche il corpo non è mai stato ritrovato. Il 18 dicembre 2007 i pubblici ministeri di Aruba annunciarono che il caso sarebbe stato chiuso senza alcuna accusa mossa contro gli ex sospettati.
Il caso fu riaperto il 1º febbraio 2008, quando le autorità di Aruba ricevettero un video in cui Joran van Der Sloot, sotto l'influenza della marijuana, diceva che la Holloway morì la mattina del 30 maggio 2005 e che un suo amico si era liberato del corpo. Van der Sloot in seguito dichiarò che quanto disse non corrispondeva al vero, e in un'intervista con Greta Van Susteren raccontò che aveva venduto Natalee come schiava, ma in seguito ritrattò quanto disse anche in questa occasione.
I genitori della Holloway criticarono la polizia di Aruba per aver mancato di serietà nello svolgimento delle indagini e dell'interrogatorio dei tre uomini che furono visti con lei prima della scomparsa. La famiglia inoltre richiese il boicottaggio di Aruba, proposta che fu appoggiata dal governatore dell'Alabama Bob Riley, ma che non ottenne maggiore supporto. La morte presunta di Natalee Holloway fu dichiarata da un giudice dell'Alabama il 12 gennaio 2012.

## Il contesto
Natalee Ann Holloway era la prima di due figli nati da David Edward ed Elizabeth Ann Reynolds Holloway a Clinton, Mississippi. I suoi genitori divorziarono nel 1993, e lei e il fratello minore Matthew furono cresciuti dalla madre. Nel 2000 Elizabeth Holloway si sposò con George Twitty, un uomo d'affari dell'Alabama, e Natalee si trasferì a Mountain Brook. Natalee Holloway si diplomò con il massimo dei voti alla Mountain Brook High School. Era membro del National Honor Society e della squadra di danza della scuola. Holloway si era iscritta all'Università dell'Alabama, dove aveva deciso di seguire un corso propedeutico alla medicina. Al momento della scomparsa, Dave Holloway era un agente assicurativo per la State Farm Insurance a Meridian, in Mississippi, mentre Beth Twitty era un'impiegata presso il Mountain Brook School System.

## Le indagini

### Le prime indagini
Il 30 maggio 2005, subito dopo l'assenza della Holloway all'aeroporto per il volo di ritorno, Jug e Beth Twitty si recarono ad Aruba con degli amici su un jet privato. Entro quattro ore dall'atterraggio i Twitty presentarono alla polizia locale il nome di Joran van Der Sloot con l'indirizzo, indicandolo come la persona con la quale Natalee aveva lasciato il locale. Beth Twitty disse che il nome di van Der Sloot le era stato dato da un manager dell'Holiday Inn, che lo aveva riconosciuto dalle registrazioni. I Twitty e i loro amici, insieme a due poliziotti di Aruba andarono a casa di van Der Sloot per cercare Natalee. Van der Sloot inizialmente negò di conoscere il nome della Holloway, ma successivamente raccontò la seguente versione dei fatti, che confermò anche Deepak Kalpoe, che era presente: van der Sloot raccontò che diedero un passaggio alla Holloway dall'area della California Lighthouse di Arashi Beach perché la ragazza voleva vedere gli squali, prima di lasciarla alle 2:00. Secondo van der Sloot, la Holloway cadde quando uscì dalla macchina ma rifiutò l'aiuto di van der Sloot. Disse inoltre che mentre se ne andavano fu avvicinato da un uomo con una maglietta nera simile a quelle indossate dalle guardie di sicurezza.

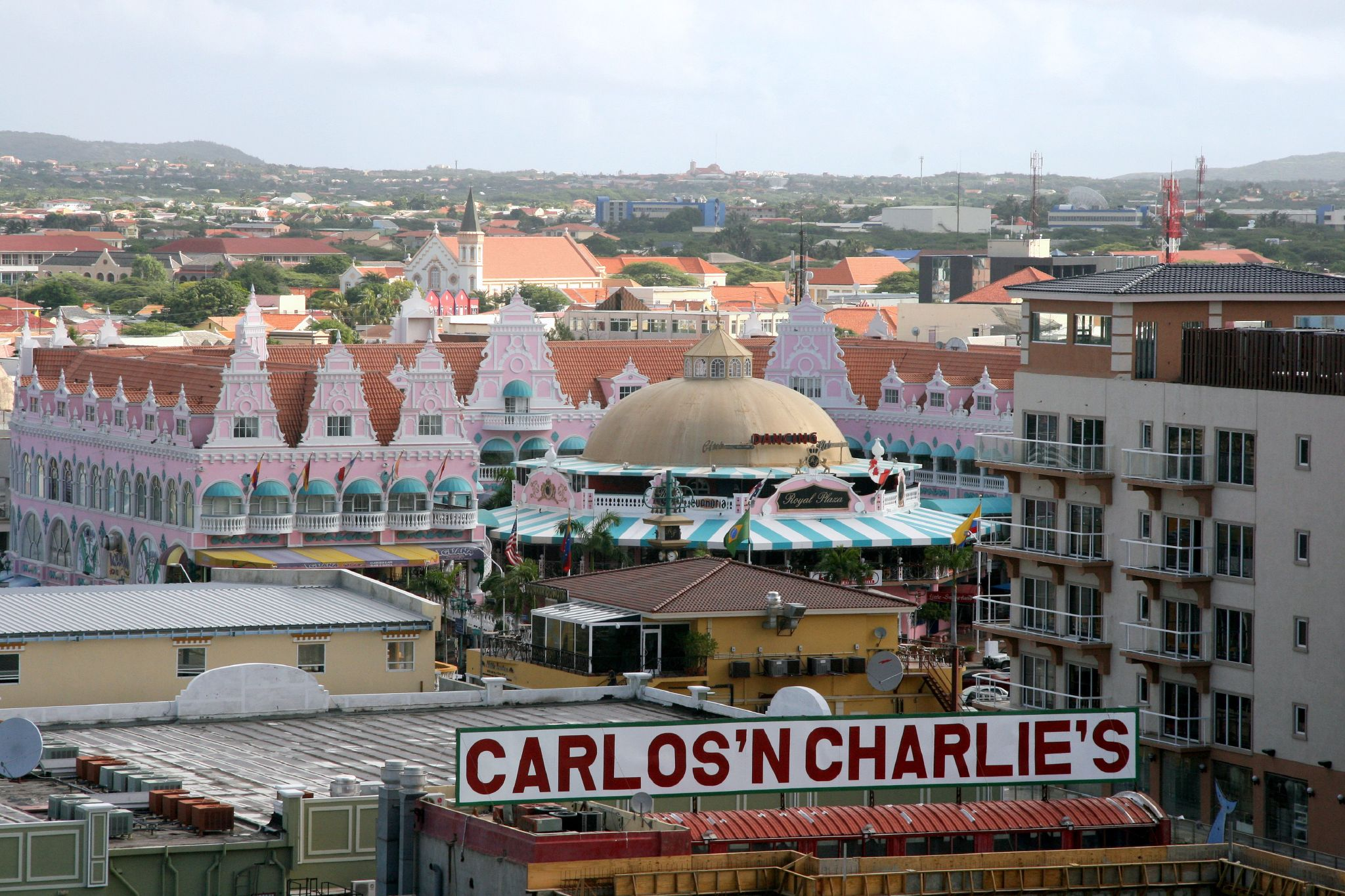
Carlos'n Charlie's, dove la Holloway fu vista viva per l'ultima volta dai suoi compagni, Oranjestad, Aruba

Le ricerche iniziarono subito dopo. Centinaia di volontari da Aruba e dagli Stati Uniti ne presero parte. Durante i primi giorni delle ricerche, il governo di Aruba diede a migliaia di impiegati statali il giorno libero per parteciparvi Cinquanta Korps Mariniers condussero ricerche approfondite lungo la costa. Le banche di Aruba donarono 20.000 dollari e provvidero ad altri aiuti per i volontari. A Beth Twitty fu fornito alloggio, inizialmente all'Holiday Inn nella stessa stanza dove aveva alloggiato la figlia, e successivamente rimase nella suite presidenziale del Wyndham Hotel.
Dai resoconti si evinse che la Holloway non apparve in nessuna telecamera di sorveglianza dell'hotel durante la notte; tuttavia, Beth Twitty fece diverse dichiarazioni chiedendosi se le camere stessero realmente funzionando quella notte. Secondo una sua dichiarazione del 19 aprile 2006, le telecamere quella sera non stavano funzionando. Twitty ha poi fatto altre dichiarazioni nelle quali affermò che invece erano accese, ed ha confermato questa versione nel suo libro. In ogni caso, secondo il commissario di polizia Jan van der Straten, inizialmente a capo delle indagini fino al suo ritiro nel 2005, Holloway non doveva passare nella lobby dell'hotel per tornare in stanza.
La ricerca delle prove fu approfondita e a volte vittima di false piste; per esempio, possibili tracce di sangue prelevate dalla macchina di Deepak Kalpoe risultarono non essere tracce di sangue. Ci fu da subito un forte coinvolgimento da parte delle forze dell'ordine statunitensi. La Segretaria di Stato degli Stati Uniti d'America Condoleezza Rice dichiarò ai giornalisti che gli Stati Uniti erano in costante contatto con le autorità di Aruba. Un altro funzionario del Dipartimento di Stato degli Stati Uniti d'America affermò che "Stiamo impiegando notevoli mezzi perché loro [le autorità di Aruba] continuano a chiederne di più".

### Gli arresti del 2005
Il 5 giugno la polizia di Aruba trattenne Nick John e Abraham Jones, ex guardie giurate, dal vicino Allegro Hotel, che fu poi chiuso per ristrutturazione, sospettati di omicidio e rapimento. I motivi del loro arresto non furono mai divulgati, ciò nonostante, secondo alcune fonti, le dichiarazioni di van Der Sloot e Kalpoe avrebbero avuto un ruolo nel loro arresto. Le due guardie erano già conosciute per il loro girovagare per gli hotel in cerca di donne a cui dare un passaggio, e almeno uno di loro aveva avuto dei piccoli precedenti con la legge. John e Jones furono rilasciati il 13 giugno senza essere accusati.

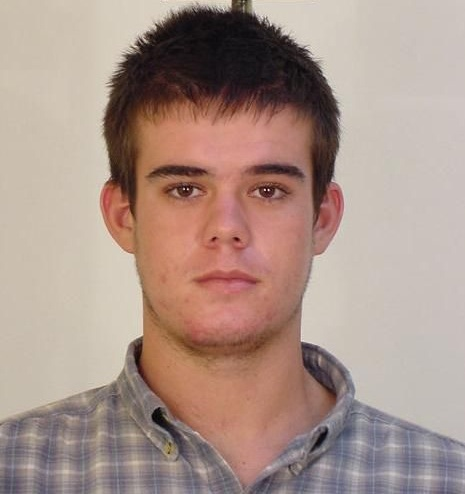
Foto della polizia del giugno del 2005 di Joran van der Sloot

Il 9 giugno 2005 van der Sloot e i fratelli Kalpoe furono arrestati con l'accusa di aver rapito e ucciso la Holloway. Le leggi di Aruba permettono l'arresto sulla base di forti sospetti da parte degli investigatori; per trattenere i sospettati in custodia, ulteriore onere probatorio dev'essere fornito dagli investigatori in differenti momenti . Secondo Dompig i tre erano sotto osservazione dal momento dell'inizio delle indagini. Il capo della polizia di Aruba Gerald Dompig disse inoltre che la sorveglianza dei tre iniziò tre giorni dopo la scomparsa della Holloway, includendo intercettazioni telefoniche e monitoraggio delle loro e-mail. Dompig dichiarò infine che la pressione della famiglia Holloway lo portò ad interrompere la sorveglianza e a detenere i tre sospettati.
Mentre le indagini continuavano, l'11 giugno David Cruz, portavoce del Ministero della Giustizia di Aruba, disse che Natalee Holloway era morta e che le autorità conoscevano l'ubicazione del corpo. Cruz in seguito ritrattò le sue dichiarazioni, dicendo che era vittima di una "campagna di disinformazione". Quel pomeriggio Dompig dichiarò alla Associated Press che uno dei tre uomini aveva ammesso che "qualcosa di brutto era accaduto" alla Holloway dopo che la avevano portata in spiaggia, e che avrebbe portato la polizia sul luogo esatto. Il mattino seguente la portavoce dell'accusa Vivian van der Biezen rifiutò di confermare o negare le affermazioni, dicendo solamente che le indagini erano in un "momento cruciale e molto importante".
Venerdì 17 giugno una quarta persona fu arrestata, più tardi identificata come il disc jockey Steve Gregory Croes. Van der Straten disse ai media che "Croes è detenuto sulla base di affermazioni di uno dei tre sospettati". Il 22 giugno la polizia di Aruba trattenne Paulus van der Sloot, padre di Joran van Der Sloot, per interrogarlo; Paulus van der Sloot fu arrestato poco dopo, lo stesso giorno. Sia Paulus van der Sloot che Croes furono rilasciati il 26 giugno.
Durante questo periodo le versioni dei detenuti rimanenti cambiarono. Tutti e tre i sospettati dissero che van Der Sloot e la Holloway furono lasciati alla spiaggia del Marriott Hotel, vicino alle capanne dei pescatori. Van der Sloot ripeté più volte che non fece del male alla Holloway, ma la lasciò sulla spiaggia. Secondo l'avvocato di Satish Kalpoe, David Kock, van der Sloot chiamò Deepak Kalpoe per dirgli che stava tornando a casa, e gli inviò poi un messaggio 40 minuti più tardi.
A un certo punto durante l'interrogatorio van der Sloot raccontò una terza versione, che fu lasciato davanti a casa e la Holloway fu portata via in macchina dai fratelli Kalpoe. Dompig screditò la storia, aggiungendo che:
Van Der Sloot raccontò questa versione dei fatti vedendo che gli altri due ragazzi, i Kalpoe, stavano puntando il dito contro di lui, e lui voleva metterli in difficoltà dicendo che era sceso dall'auto. Ma questa storia non è assolutamente verificata. Voleva solo incastrare Deepak. Hanno avuto una discussione su questo davanti al giudice. Perché le loro storie non combaciavano. Questa ragazza era dell'Alabama, non sarebbe rimasta su una macchina con due neri. Crediamo alla seconda storia, cioè che furono lasciati davanti al Marriott.
Lunedì 4 luglio, dopo alcune udienze di fronte al giudice, Deepak e Satish Kalpoe furono rilasciati, mentre Joran van der Sloot fu trattenuto per altri sessanta giorni.

### Il protrarsi delle ricerche, sospettati di nuovo arrestati e ancora rilasciati

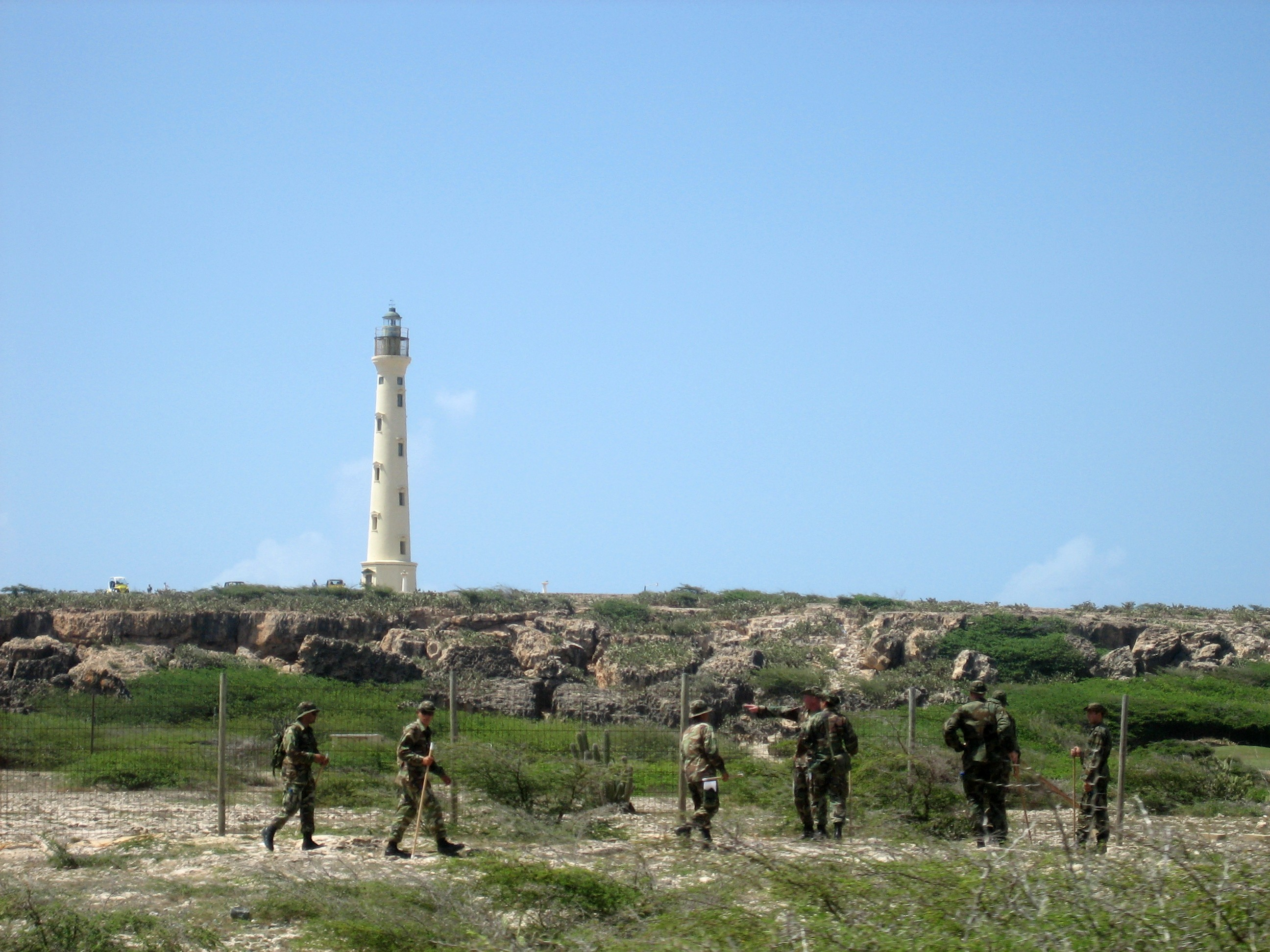
Marine olandesi cercano la Holloway vicino al faro California

Il 4 luglio l'Aeronautica Militare olandese impiegò tre F-16 equipaggiati con raggi infrarossi per aiutare le ricerche, senza risultati. Nel marzo 2006 fu rivelato che delle foto del satellite stavano venendo comparate con delle foto scattate poco tempo prima, presumibilmente quelle degli F-16 nel tentativo di trovare della terra smossa che potesse essere la fossa nella quale la Holloway era stata seppellita.
Una piccola pozza d'acqua vicino all'Aruba Racquet Club, vicino alla spiaggia del Marriott Hotel beach, fu parzialmente prosciugata tra il 27 luglio e il 30 luglio 2005, dopo che una persona ("il giardiniere") si fece avanti. Secondo Jug Twitty, il giardiniere disse di aver visto Joran van der Sloot cercare di nascondersi il volto, guidando verso il Racquet Club con i due Kalpoe la mattina del 30 maggio tra le 2.30 e le 3 del mattino. Nancy Grace descrisse il giardiniere come "l'uomo la cui testimonianza spalanca il caso". Un'altra persona, "il jogger", dichiarò di aver visto degli uomini seppellire una ragazza bionda in una discarica la sera del 30 maggio. La polizia aveva ispezionato la discarica i giorni seguenti la scomparsa della Holloway. Dopo le dichiarazioni del jogger la discarica fu perlustrata nuovamente, includendo una ricerca da parte dell'FBI con cani addestrati per il ritrovamento dei cadaveri, ma senza risultati.
Il 25 luglio 2005 la ricompensa per il ritorno della Holloway fu alzata da 200.000 dollari a un milione, con 100.000 di ricompensa per informazioni che avrebbero portato al ritrovo del cadavere. Immediatamente dopo la scomparsa era stata stabilita una ricompensa di 50.000 dollari. Ad agosto 2005 la ricompensa per la scoperta del corpo fu alzata da 100.000 a 250.000 dollari.
L'FBI annunciò che le autorità di Aruba avevano provveduto a fornire documenti, interrogatori sospetti, e altre informazioni. Un gruppo di poliziotti di Aruba fu ospite al laboratorio centrale dell'FBI a Quantico, in Virginia, per consultarsi con gli investigatori americani. Dopo che un pezzo di nastro adesivo fu ritrovato con dei capelli attaccati dei campioni furono testati sia a un laboratorio olandese che a uno a Quantico. L'FBI annunciò in seguito che i capelli non erano della Holloway.
I fratelli Kalpoe furono arrestati nuovamente il 26 agosto, questa volta insieme ad un nuovo sospettato. A detta del suo avvocato, il ventunenne Freddy Arambatzis era sospettato di aver scattato foto e aver avuto rapporti sessuali con una ragazza minorenne, fatto verificatosi prima della scomparsa della Holloway e nel quale i suoi amici van der Sloot e i Kalpoe erano probabilmente coinvolti. La madre di van der Sloot, Anita van der Sloot, dichiarò che "È un tentativo disperato per far parlare i ragazzi. Ma non c'è nulla di cui parlare". Nonostante non fu data alcuna spiegazione del perché i Kalpoe erano stati arrestati di nuovo, Dompig disse tempo dopo che era stato un fallito tentativo per mettere pressione sui Kalpoe e farli confessare.
Il 3 settembre 2005 tutti e quattro i sospettati furono rilasciati da un giudice nonostante il tentativo dei pubblici ministeri di farli rimanere in stato di custodia, a condizione che rimanessero disponibili per la polizia. Il 14 settembre, tutte le restrizioni furono revocate dalla Corte d'Appello combinata delle Antille olandesi e di Aruba.
Nei mesi dopo il suo rilascio, Joran van der Sloot rilasciò numerose interviste, espandendo sempre la sua versione degli eventi, specialmente in una lunga intervista rilasciata a Fox News, che fu trasmessa in tre notti nel marzo 2006. Durante l'intervista, van der Sloot disse che la Holloway voleva fare sesso con lui, ma lui non poteva perché non aveva il profilattico. van der Sloot disse inoltre che la Holloway voleva rimanere sulla spiaggia, ma che lui non voleva perché il mattino seguente doveva andare a scuola. Sempre secondo van der Sloot, Satish Kalpoe gli diede un passaggio alle 3 di notte, lasciando la Holloway sulla spiaggia. Nell'agosto 2005, David Kock, avvocato di Satish Kalpoe, precisò che il suo cliente era andato a dormire e non era ritornato a portare van der Sloot a casa. Van der Sloot aggiunse che si vergognava per aver lasciato una ragazza sola sulla spiaggia, per quanto fosse stata una sua richiesta, e che era convinto che la Holloway avrebbe subito cambiato idea.
L'FBI e la polizia di Aruba interrogarono (e in alcuni casi reinterrogarono) diversi compagni diplomati della Holloway negli Stati Uniti, nel gennaio 2006. Il 17 gennaio 2006 la polizia di Aruba perlustrò delle dune di sabbia alla ricerca del corpo, così come aree vicine alla spiaggia del Marriott. Ulteriori ricerche ebbero luogo nel marzo e nell'aprile del 2006, senza dare risultati.
Poco prima di lasciare il caso, Dompig rilasciò un'intervista al corrispondente della CBS Troy Roberts, che andò in onda il 25 marzo 2006. In quell'intervista, Dompig dichiarò di credere al fatto che probabilmente la Holloway morì per aver consumato troppo alcol o droga, non era stata uccisa, e qualcuno ne aveva nascosto il corpo. Disse inoltre che Aruba aveva speso quasi 3 milioni di dollari nelle indagini, circa il 40% del budget totale della polizia per svolgere operazioni. Dompig disse che c'erano prove che indicavano che la Holloway possedesse droga, benché non c'era la certezza che la usò. I membri della famiglia negarono che Natalee facesse uso di droga.
L'11 aprile 2006 Dave Holloway pubblicò il suo libro dove racconta la ricerca per sua figlia, scritto con R. Stephanie Good e Larry Garrison, Aruba: The Tragic Untold Story of Natalee Holloway and Corruption in Paradise.

### Arresto di nuovi sospettati nel 2006, gli olandesi prendono in mano le indagini
Il 15 aprile 2006, Geoffrey von Cromvoirt fu arrestato dalla polizia di Aruba per traffico di droga che secondo l'accusa, potrebbe essere stato collegato alla scomparsa della Holloway . Alla sua prima apparizione in tribunale, la sua detenzione fu estesa per otto giorni. Comunque, Von Cromvoirt fu rilasciato il 25 aprile 2006. Inoltre, un uomo con iniziale "A.B." fu arrestato il 22 aprile 2006 e rilasciato lo stesso giorno.
Il 17 maggio 2006, un altro sospettato, Guido Wever, il figlio di un ex politico di Aruba, fu arrestato in Olanda con l'accusa di aver partecipato al rapimento, per aver quindi picchiato e ucciso la Holloway. Wever fu interrogato per sei giorni ad Utrecht. Mentre inizialmente ne fu richiesto da parte del pubblico ministero il trasferimento sull'isola, fu rilasciato per accordo preso dalla polizia di Aruba e il suo avvocato.
A richiesta di Aruba l'Olanda si fece carico delle indagini. Un team della polizia olandese iniziò a lavorare sul caso dal settembre 2006 dopo aver ricevuto a Rotterdam molti documenti del caso. Il 16 aprile 2007, un team misto olandese e di Aruba riprese le indagini sul caso.

### Libro, ricerche e perquisizione
Un libro di Joran van der Sloot e della reporter Zvezdana Vukojevic, De zaak Natalee Holloway (Il caso di Natalee Holloway) fu pubblicato, in olandese, nell'aprile 2007. Nel libro, Van der Sloot racconta la sua veduta sulla notte in cui la Holloway scomparve e la frenesia dei media che ne seguì. Ammette e si scusa per le sue iniziali bugie, ma mantiene la sua innocenza.
Il 27 aprile 2007, una nuova ricerca con quasi venti investigatori fu fatta al residence dei Van der Sloot ad Aruba. Le autorità olandesi cercarono nel giardino e nell'area circostante, usando delle vanghe e delle bacchette sottili di metallo per penetrare nel terriccio. La portavoce del pubblico ministero Van der Biezen dichiarò, "Le indagini non si sono mai fermate e le autorità olandesi stanno riesaminando completamente il caso per nuove indicazioni". Una dichiarazione dall'ufficio del pubblico ministero recitava che, "Il team ha delle tracce per giustificare ulteriori ricerche". Gli investigatori non rivelarono cosa aveva dato nuovo slancio alle ricerche, ma solo che non aveva collegamenti con il libro di Van der Sloot. Secondo Paulus Van der Sloot, "niente di sospetto" fu trovato, e le uniche cose che furono sequestrate furono le agende sue e della moglie, e il suo personal computer—che gli fu in seguito restituito.
Secondo Jossy Mansur, managing editor del giornale di Aruba Diario, gli investigatori stavano approfondendo delle dichiarazioni fatte durante gli interrogatori ai primi sospettati riguardo a email e a chiamate tra i fratelli Kalpoe e Joran van der Sloot. Disse inoltre che gli investigatori stavano esaminando un laptop in casa sua.
Il 12 maggio 2007, la casa dei Kalpoe fu soggetta ad una "ispezione". I due fratelli furono trattenuti per circa un'ora per aver contestato l'entrata della polizia e degli investigatori olandesi, ma furono rilasciati quando le autorità se ne andarono Secondo Kock,i fratelli contestarono le ricerche perché la polizia non mostrò un mandato per giustificare l'intrusione.In una dichiarazione della Van der Biezen non menzionarono cosa la polizia stava cercando e se stava cercando effettivamente qualcosa, ma solo che nulla fu portato via dalla casa. Una conseguente dichiarazione dell'Het Openbaar Ministerie van Aruba (l'ufficio del pubblico ministero di Aruba) precisò che lo scopo della visita era di "avere un'immagine migliore del luogo e delle circostanze dove potrebbe essere stato commesso un reato e di capire la catena degli eventi che avrebbe portato al reato".

### Nuovi arresti e nuovi rilasci del 2007
Joran van der Sloot e Satish e Deepak Kalpoe furono arrestati di nuovo il 21 novembre 2007, sospettati "di omicidio colposo ltanti nella morte della Holloway". Van der Sloot fu trattenuto dalle autorità olandesi nei Paesi Bassi, e i Kalpoe ad Aruba. Van der Sloot ritornò ad Aruba ed andò in carcere.
Nel novembre 2007 Dave Holloway annunciò una nuova ricerca per la figlia, sondando il mare più in profondità. Quella ricerca, svolta con una nave di nome Persistence, fu poi abbandonata a causa della mancanza di fondi nel febbraio 2008 senza significanti scoperte.
Il 30 novembre, un giudice ordinò la scarcerazione di Satish e Deepak Kalpoe, nonostante i tentativi dei pubblici ministeri di estendere la loro detenzione. I due fratelli furono rilasciati il giorno seguente. I pubblici ministeri fecero appello. L'appello fu rigettato il 5 dicembre 2007, con la corte che diede la motivazione secondo la quale, "Nonostante lunghe e costose indagini sulla sua scomparsa e su persone che potrebbero essere coinvolte, i file contro i sospettati non contengono indicazioni dirette che Natalee sia morta per crimine violento." Van der Sloot fu rilasciato senza accuse il 7 dicembre 2007, a causa della mancanza di prove che lo accusassero. I pubblici ministeri dissero che non avrebbero fatto appello.
Il 18 dicembre 2007, il pubblico ministero Hans Mos dichiarò ufficialmente il caso chiuso, e che non sarebbero state presentate accuse a causa della mancanza di prove. I pubblici ministeri continuarono a manifestare interesse per le posizioni dei Kalpoe e di Joran van der Sloot (nonostante smisero legalmente di essere sospettati), e sostennero che uno dei tre, nei messaggi di una chat, aveva dichiarato che la Holloway era morta. Questo fu duramente contestato dall'avvocato di Deepak Kalpoe, che disse che l'accusa, nella traduzione dal Papiamento all'olandese, aveva frainteso un riferimento a un'insegnante che era annegata come uno alla Holloway. L'avvocato Ronald Wix dichiarò inoltre che, "A meno che (Mos) scopra un cadavere nel bagno di uno di questi ragazzi, non c'è più alcun modo possibile in cui possono arrestarli ancora."

### Telecamere segrete, dichiarazioni e storie
Il 31 gennaio 2008, il reporter di crimini olandese Peter R. de Vries dichiarò che aveva risolto il caso della Holloway. De Vries dichiarò che lo avrebbe svelato su uno speciale televisivo nella tv olandese il 3 febbraio. L'avvocato di Beth Twitty, John Q. Kelly, disse alla ABC News che aveva poca speranza che le presunte prove si sarebbero rivelate decisive nel caso della figlia e dichiarò che sarebbero state probabilmente sfatate.
Il 1 febbraio, i media olandesi riportarono che Joran van der Sloot aveva fatto una confessione riguardo alla scomparsa di Natalee Holloway. Più tardi quel giorno, Van der Sloot dichiarò che stava dicendo all'uomo quello che voleva sentirsi dire, e che non aveva avuto nessun ruolo nella sua scomparsa. Lo stesso giorno, il pubblico ministero di Aruba annunciò la riapertura del caso.
La puntata andò in onda il 3 febbraio, 2008. La puntata incluse estratti di un filmato registrato con telecamere nascoste e microfoni nel veicolo di Patrick van der Eem imprenditore olandese ed ex condannato , che si era guadagnato la fiducia di Van der Sloot. Van der Sloot stava fumando marijuana e dichiarò che quella sera era con la Holloway quando iniziò ad avere convulsioni, fino al momento in cui non rispose più. Van der Sloot dichiarò che tentò di rianimarla, senza successo. Disse inoltre che chiamò un amico, che disse a Van der Sloot di andare a casa e che si sarebbe liberato del corpo. Fu identificata una persona, identificata nella puntata come Daury, che negò le dichiarazioni di Van der Sloot, aggiungendo che quel giorno era a Rotterdam a scuola.
L'ufficio del pubblico ministero di Aruba cercò di ottenere un mandato d'arresto per Van der Sloot basato sul contenuto delle registrazioni; ma il giudice negò la richiesta. Il pubblico ministero fece appello contro il diniego, ma l'appello fallì il 14 febbraio 2008. La corte d'appello statuì che le dichiarazioni non contenevano prove per il caso e non erano sufficienti ad arrestare Van der Sloot.
L'8 febbraio 2008, Van der Sloot incontrò gli investigatori di Aruba in Olanda. Van der Sloot negò che ciò che aveva detto sul nastro fosse vero, aggiungendo che era sotto effetto di marijuana. Van der Sloot ribadì che aveva lasciato la Holloway sulla spiaggia
Nel marzo 2008, notiziari riportarono come l'attenzione si fosse spostata su Van der Eem, che a sua volta fu segretamente registrato dopo essere stato intervistato da una tv di Aruba. Credendo che le telecamere fossero state spente, continuò a parlare. Van der Eem rivelò che era stato amico di Van der Sloot per anni (contraddicendo quanto detto allo show di De Vries che lo aveva conosciuto solo nel 2007), che sperava di diventare milionario con il suo coinvolgimento nel caso Holloway, e che conosceva la persona che probabilmente si era liberata del corpo della Holloway—e che Van der Sloot gli aveva chiesto di comprare il silenzio dell'uomo per duemila euro. Secondo il notiziario ANP, Van der Eem, che aveva appena firmato il contratto per un libro, "era furioso" dopo aver appreso delle registrazioni, e "minacciò" l'intervistatore, che chiese l'intervento di un avvocato. Il libro di Van der Eem Overboord (Fuori bordo), scritto assieme ad E.E. Byars, fu pubblicato (in lingua olandese) il 25 giugno 2008. Van der Eem fu arrestato il 13 dicembre 2008 in Olanda per aver presumibilmente picchiato la sua ragazza con un piede di porco e per aver guidato in maniera pericolosa mentre cercava di fuggire dalla polizia.
La puntata al De Vries fu discussa in un seminario dallo psicologo legale olandese Willem Albert Wagenaar, secondo il quale le dichiarazioni non costituivano una confessione. Wagenaar criticò De Vries per aver trasmesso il materiale, affermando che la puntata aveva reso più complicato ottenere una condanna, e se De Vries avesse consegnato il materiale alle autorità senza mandarlo in onda, avrebbero avuto molte "carte da giocare" nell'interrogatorio a Van der Sloot. Wagenaar disse che non solo il caso non era stato risolto, ma c'era ancora il dubbio se fosse stato commesso o no un delitto. Il professor Crisje Brants, nello stesso seminario, criticò anche lui i metodi di De Vries.
Il 24 novembre 2008, Fox News trasmise un'intervista con Van der Sloot nella quale rivelò che aveva venduto la Holloway in schiavitù sessuale, ricevendo soldi quando la Holloway fu venduta, e successivamente per stare zitto. Van der Sloot disse inoltre che il padre aveva pagato due poliziotti che avevano sentito che la Holloway era stata portata in Venezuela. Van der Sloot in seguito ritrattò le dichiarazioni fatte nell'intervista. Lo show inoltre trasmise una registrazione audio fornita da Van der Sloot, una presunta conversazione telefonica tra lui e il padre, nel quale il padre mostra di sapere il coinvolgimento del figlio nel traffico di umani. Secondo Mos, la seconda voce della registrazione non è quella di Paulus van der Sloot—il quotidiano olandese De Telegraaf riportò che la voce del 'padre' era in realtà quella dello stesso Joran van der Slootche che cercava di parlare con tono più basso. Paulus van der Sloot è morto di infarto il 10 febbraio 2010.
Il 20 marzo 2009 Dave Holloway guidò una ricerca con dei cani per perlustrare un piccolo bacino idrico nella parte settentrionale di Aruba, previamente identificata da un presunto testimone come un possibile luogo dei resti di Natalee. Le autorità di Aruba affermarono che non avevano nessuna nuova informazione nel caso, ma che Holloway aveva il permesso di condurre le ricerche.
Il 23 febbraio 2010 Joran van der Sloot dichiarò in un'intervista (offerta prima all'RTL Group nel 2009) che si era sbarazzato del corpo della Holloway in una palude ad Aruba. Il nuovo capo delle indagini Peter Blanken dichiarò che le autorità avevano indagato sull'ultima versione della storia di Van der Sloot, per poi abbandonarla. Blanken disse che "I luoghi, i nomi e i tempi che ha dato non hanno alcun senso".
Ricerche sottomarine furono condotte dalle autorità di Aruba nel marzo 2010 dopo che una coppia di americani disse che durante un'immersione avevano fotografato quelli che ritenevano essere resti scheletri umani, possibilmente quelli della Holloway. Le autorità di Aruba mandarono sommozzatori a investigare, ma non fu trovato nulla.

### Estorsione di denaro di Van der Sloot alla famiglia della Holloway
Attorno al 29 marzo 2010 Van der Sloot contattò John Q. Kelly, legale di Beth Twitty, offrendo di rivelare il luogo della sepoltura del corpo della Holloway e le circostanze riguardanti la sua morte per 25.000 dollari anticipati su un totale di 250.000. Dopo che Kelly lo fece sapere all'FBI, presero accordi per effettuare la transazione. Il 10 maggio venne eseguito un bonifico sul conto olandese di 15.000 dollari, dopo aver consegnato, il tutto avvenuto sotto registrazione di investigatori di Aruba, 10.000 dollari in contanti. Le autorità fecero sapere che le informazioni che aveva dato erano false perché la casa nella quale disse il corpo della Holloway era sepolto non era stata ancora costruita all'epoca della scomparsa. Il 3 giugno Van der Sloot fu accusato nella Corte distrettuale dell'Alabama del nord di estorsione e frode bancaria. L'avvocato degli Stati Uniti Joyce White Vance ottenne un mandato d'arresto e lo trasmise all'Interpol. Van der Sloot fu incriminato il 30 giugno.
Il 4 giugno, su richiesta del Dipartimento di Giustizia degli Stati Uniti, le autorità confiscarono dei beni da due case in Olanda, una delle quali di proprietà del reporter Jaap Amesz, che aveva in precedenza intervistato Van der Sloot e che dichiarò di essere a conoscenza di sue presunte attività criminali. Gli investigatori di Aruba utilizzarono le informazioni ottenute dal caso di estorsione per fare una nuova ricerca sulla spiaggia, senza trovare nulla. Dave Holloway ritornò ad Aruba il 14 giugno per seguire nuove possibili tracce.

### Van der Sloot uccide in Perù
Il 30 maggio 2010 - a cinque anni esatti dalla scomparsa della Holloway - Stephany Tatiana Flores Ramírez, una studentessa ventunenne di economia, scomparve a Lima, capitale del Perù. Fu ritrovata morta tre giorni dopo in una camera d'albergo registrata a nome di Van der Sloot. Van der Sloot fu arrestato il 3 giugno in Cile e fu estradato in Perù il giorno successivo. Il 7 giugno 2010, le autorità peruviane dissero che Van der Sloot aveva confessato di aver ucciso Flores Ramírez dopo aver perso la testa dopo che lei utilizzò il suo computer senza permesso e aveva trovato informazioni che lo collegavano alla scomparsa della Holloway. Il capo della polizia Cesar Guardia riferì che Van der Sloot aveva detto alla polizia peruviana che sapeva dov'era il corpo della Holloway e che voleva aiutare la polizia di Aruba a ritrovarlo. Tuttavia Guardia disse che l'interrogatorio era limitato al loro caso in Perù, e che non gli furono fatte domande sulla scomparsa della Holloway.
L'11 giugno, Van der Sloot fu accusato dalla Corte Superiore di Lima di omicidio di primo grado e rapina. Il 15 giugno, le autorità di Aruba e del Perù annunciarono di aver trovato un accordo per cooperare e per permettere agli investigatori di Aruba di intervistare Van der Sloot alla prigione Miguel Castro in Perù. In un'intervista del settembre 2010 dalla prigione Van der Sloot ammise la volontarietà dell'estorsione, dichiarando: "Volevo vendicarmi della famiglia di Natalee - i suoi genitori hanno reso la mia vita difficile negli ultimi 5 anni". Van der Sloot si dichiarò colpevole per aver ucciso la Ramirez l'11 gennaio 2012, e fu condannato a 28 anni di prigione.
Il 12 novembre 2010 dei turisti ritrovarono un osso mascellare su una spiaggia di Aruba vicino al Phoenix Hotel e Bubali Swamp. Il pubblico ministero Peter Blanken dichiarò che sarebbe stato svolto un esame preliminare da un esperto forense per determinare se l'osso fosse di una giovane donna. Una parte dell'osso fu inviata a L'Aia per essere testato dal Netherlands Forensic Institute. Il 23 novembre 2010 il vice procuratore generale di Aruba Taco Stein annunciò che, basandosi sui registri dentali, l'osso non era della Holloway ed era impossibile determinare se fosse di un uomo o di una donna.

### La Holloway è dichiarata morta
Nel giugno 2011 Dave Holloway propose istanza alla corte dell'Alabama per ottenere la dichiarazione di morte presunta della figlia. I documenti furono dati anche alla moglie, che dichiarò di volersi opporre. Il 23 settembre 2011 si tenne un'udienza, durante la quale il giudice competente in maniera di testamenti Alan King statuì che Dave Holloway aveva i requisiti per richiedere la dichiarazione di morte presunta. Il 12 gennaio 2012 si tenne una seconda udienza, durante la quale il giudice King firmò l'ordine con il quale dichiarava Natalee Holloway morta.

## Coinvolgimento di Beth Twitty
Beth Twitty affermò in apparizioni televisive che Joran van der Sloot e i Kalpoe sapevano di più di quanto hanno detto, e che almeno uno di loro aveva aggredito e stuprato sua figlia. Twitty dichiarò che aveva ricevuto comunicati della polizia che dicevano che Joran van der Sloot aveva ammesso di aver fatto sesso con la Holloway a casa sua e aveva descritto dettagli intimi di lei. Non ha mai rilasciato copie di tali comunicati, nonostante li ha descritti come rappresentazioni di aggressioni sessuali e Vinda de Sousa, ex avvocato di Aruba degli Holloway e dei Twitty, ha dichiarato che simili ammissioni non sono mai state fatte. Ciò è stato negato anche da Dompig, che ha ribadito come Van der Sloot e i fratelli Kalpoe hanno costantemente negato di aver fatto sesso con la Holloway.
Il 12 giugno 2005, tre giorni dopo l'arresto di Joran van der Sloot e dei fratelli Kalpoe, e in risposta a un discorso televisivo del primo ministro di Aruba Nelson Oduber, che ribadiva l'impegno di Aruba per risolvere il caso, Twitty dichiarò, "Non sto avendo nessuna risposta". Aggiunse inoltre, "Non so niente di più del giorno in cui sono arrivata qua". Twitty disse che le sue lamentele non erano dirette al governo di Aruba, ma erano simbolo della frustrazione che provava per non sapere cosa era successo alla figlia.
Il 5 luglio 2005, seguendo l'iniziale rilascio dei Kalpoe, la Twitty dichiarò "Due sospettati coinvolti in un violento crimine contro mia figlia sono stati rilasciati ieri", e si riferì ai Kalpoe chiamandoli "criminali". Una manifestazione che coinvolse circa duecento abitanti di Aruba ebbe luogo quel pomeriggio fuori dal Palazzo di giustizia di Oranjestad in risposta alle parole della Twitty, con striscioni con scritto "Innocenti fino a prova contraria" e "Rispetto per le nostre leggi olandesi o andate a casa". L'8 luglio 2005, e dopo che l'avvocato di Satish Kalpoe aveva minacciato azioni legali dopo le sue affermazioni, che descrisse come "pregiudizievoli, sediziose, diffamatorie e totalmente oltraggiose", la Twitty scrisse un comunicato dove diceva che le sue dichiarazioni erano state spinte da "disperazione e frustrazione" e che si scusava con la gente di Aruba e il governo di Aruba se le sue parole li avevano offesi in qualche modo. I Kalpoe le fecero causa, adducendo di averli continuamente accusati, su vari programmi televisivi, di aver aggredito e stuprato sua figlia con Joran Van der Sloot.
Twitty fu inoltre criticata per aver fatto dichiarazioni inconsistenti e contraddittorie, come quelle sul funzionamento delle telecamere di sicurezza all'Holiday Inn. Secondo Julia Renfro, editrice americana di un giornale di Aruba per turisti, Aruba Today, che assistì la Twitty nei primi giorni delle indagini, la Twitty fece la ruffiana con telegiornali e giornali e il suo comportamento fu "strano dall'inizio". Renfro disse che "la Twitty concluse subito che la figlia era stata rapita e non pensò minimamente di controllare gli ospedali o la polizia", aggiungendo che, dopo due giorni e quando si iniziò a puntare il dito contro Joran van der Sloot, Twitty "diceva agli intervistatori delle televisioni che sapeva che la figlia era stata stuprata in gruppo e uccisa". Il suo libro Loving Natalee: A Mother's Testament of Hope and Faith, fu pubblicato il 2 ottobre 2007 con il nome beth Holloway, che riprese a usare dopo il divorzio del dicembre 2006 da Jug Twitty.
Dopo la trasmissione della puntata del programma di De Vries, Beth Holloway, ritenendo che le dichiarazioni di Van der Sloot nelle registrazioni rappresentassero ciò che fosse accaduto, disse al New York Post che riteneva che sua figlia poteva essere ancora viva se Van der Sloot avesse chiesto aiuto. Era sicura che Van der Sloot avesse gettato Natalee, forse ancora viva, nei Caraibi. Holloway inoltre disse che Joran van der Sloot presumibilmente chiamò quella sera con il padre Paulus, che secondo la Holloway, "orchestrò quello che fecero dopo". Lei e Dave Holloway insinuarono che Joran van der Sloot stava ricevendo "speciali favori legali". Dopo che la corte decise di non arrestare di nuovo Van der Sloot, Beth Holloway dichiarò, "Mi conforta sapere che la sua vita ora è un inferno", aggiungendo più tardi, "Mi sentirei bene con una prigione Midnight Express ovunque per Joran."
Come risposta alla scomparsa di sua figlia, Beth Holloway fondò la International Safe Travels Foundation, un'organizzazione no-profit nata "per informare ed educare le persone a viaggiare in modo più sicuro durante i viaggi all'estero". Si è dipinta come speaker gratuita al Nashville Speakers Bureau. Nell'aprile 2010, la Holloway annunciò dei progetti per un servizio chiamato "Mayday 360", per intervenire immediatamente quando dei giovani hanno problemi oltremare. Ha detto che se necessario, ex agenti federali con specifica conoscenza del paese possono essere inviati li. Nel maggio 2010, ha annunciato che il Natalee Holloway Resource Center avrebbe aperto al National Museum of Crime & Punishment. Situato a Washington, il centro aprì l'8 giugno per aiutare i familiari delle persone scomparse.
Nonostante Beth Holloway ha fatto diverse apparizioni televisive ogni volta che nuove notizie sono emerse, l'FBI le ha consigliato di non discutere il caso di sua figlia o quello di Stephany Flores Ramírez.

## Controversie

### Critiche alle indagini

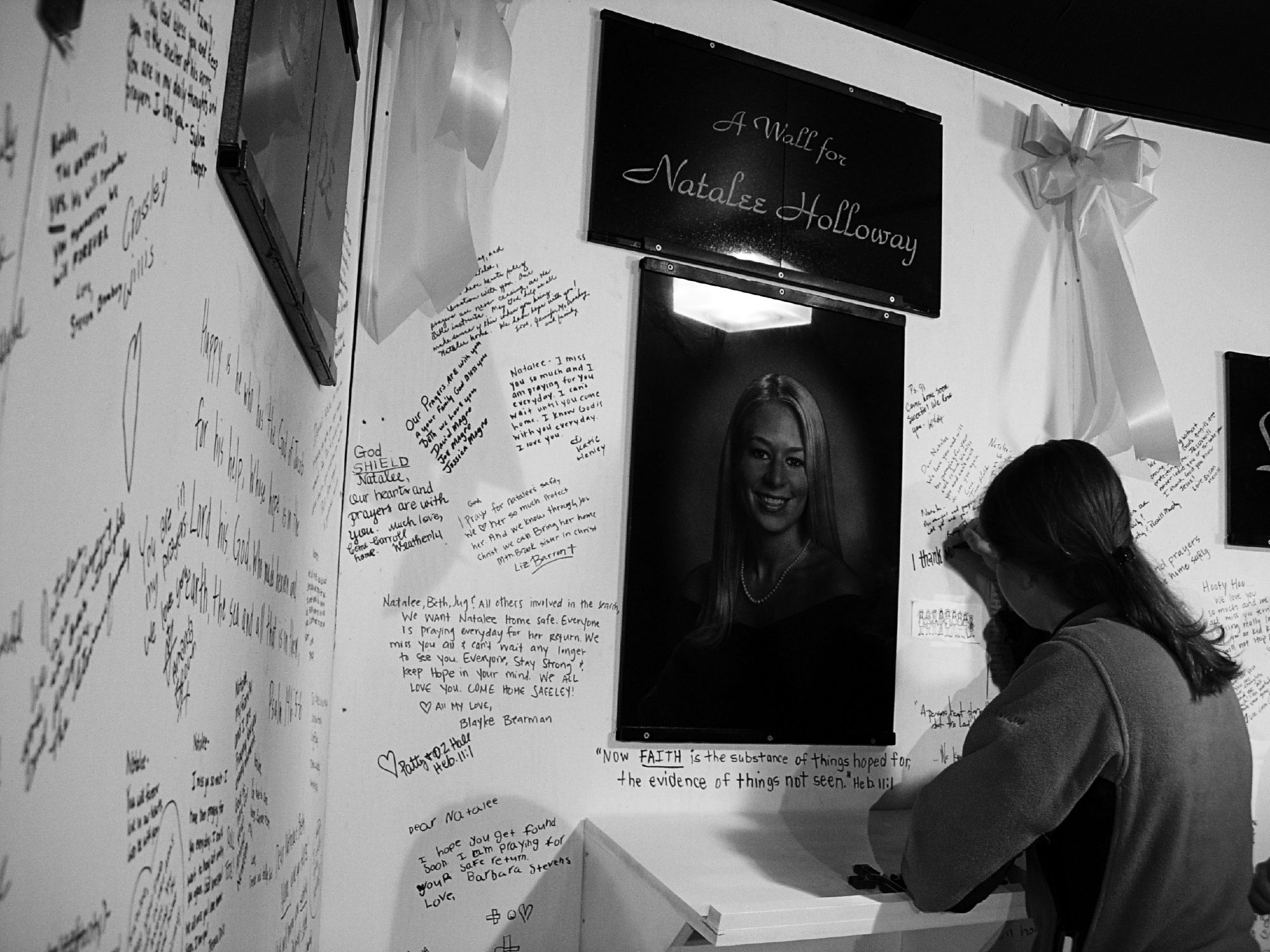
Una ragazza firma un muro di preghiera eretto in supporto della Holloway

I Twitty e i loro sostenitori criticarono la mancanza di progressi da parte della polizia di Aruba. Le loro azioni a loro volta furono criticate, e furono accusati di soffocare ogni prova che potesse criticare la personalità della ragazza chiedendo ai compagni di rimanere in silenzio e di usare i media per dare credito alla loro versione degli eventi. I Twitty hanno negato tutto ciò.
Inizialmente i Twitty non parlarono dell'eventuale boicottaggio dei viaggi ad Aruba, cosa che cambiò nel settembre 2005. Beth Twitty esortò a non viaggiare ad Aruba e altri territori olandesi perché a suo dire erano posti problematici per i turisti. Il governatore dell'Alabama Bob Riley in una conferenza dell'8 novembre 2005 invitò gli abitanti dell'Alabama a boicottare Aruba. Riley scrisse inoltre agli altri governatori degli Stati Uniti cercando il loro supporto—i governatori di Georgia e Arkansas si unirono alla richiesta di boicottaggio. La giunta cittadina di Philadelphia votò per richiedere al governatore l'invito al boicottaggio. Il governatore non si unì alla richiesta e non fu dato alcun supporto federale.
Il boicottaggio fu supportato dalla delegazione del congresso dell'Alabama, incluso il senatore Spencer Bachus (R-AL), che rappresentava Mountain Brook. Il senatore Richard Shelby (R-AL) diede supporto al boicottaggio in una lettera per l'American Society of Travel Agents. Shelby dichiarò, "Per la sicurezza, l'incolumità e il benessere dei nostri cittadini non credo che saranno protetti quando saranno ad Aruba". Il Primo Ministro di Aruba Oduber dichiarò che gli investigatori avevano fatto il massimo per risolvere il mistero, e rispose all'invito al boicottaggio dichiarando che "È un gesto irragionevole e irresponsabile. Non siamo dei criminali. Non siamo terroristi. Non siamo un pericolo per gli Stati Uniti, e nemmeno per l'Alabama".
Membri dell'Aruba Hotel and Tourism Association, dell'Aruba Tourism Authority, dell'Aruba Hospitality and Security Foundation, della camera di commercio di Aruba e alcune figure del governo, incluso il rappresentante delle pubbliche relazioni Ruben Trapenberg, istituirono la "Aruba Strategic Communications Task Force" per rispondere insieme a ciò che ritenevano essere delle rappresentazioni negative dell'isola. Il gruppo rilasciò dei comunicati a mezzo stampa e inviò rappresentanti ad apparire nei media. Affiancarono il governo di Aruba ad opporsi alla chiamata al boicottaggio dell'isola.

### Il video di Skeeters e il Dr. Phil; cause legali
Il 15 settembre 2005, lo show televisivo Dr. Phil mostrò una registrazione con telecamera nascosta di un'intervista a Deepak Kalpoe nella quale Kalpoe sembra rispondere "Lo ha fatto. Saresti sorpreso da quanto è stato facile" suggerendo che la Holloway aveva fatto sesso con tutti e tre gli uomini. La registrazione era stata analizzata da Jamie Skeeters, un investigatore privato. Quando il video fu trasmesso, dei notiziari suggerirono la possibilità di un nuovo arresto, che Dompig definì una "seria possibilità" se le registrazioni erano valide.
La polizia di Aruba successivamente fornì una versione completa della registrazione in cui la risposta di Kalpoe differiva da quella sentita al Dr.Phil, apparentemente per le modifiche che avevano alterato il senso di ciò che fu detto. Un portavoce non ufficiale vicino ad Aruba disse che Kalpoe aveva in realtà scosso la testa e aveva detto "No, non lo aveva fatto", negando quindi che la Holloway aveva fatto sesso con lui e gli altri due. Secondo un report della MSNBC le parole più importanti non si sentivano, e la presentatrice Rita Cosby se Kalpoe avesse effettivamente fatto quelle dichiarazioni come sentite nel programma.
Nel December 2006, i Kalpoes fecero causa per diffamazione al programma Dr. Phil e a Skeeters (che morì nel gennaio 2007) a Los Angeles. Beth Twitty e Dave Holloway risposero facendo causa ai Kalpoe per omissione di soccorso per lo stesso valore. La causa per omissione di soccorso fu archiviata per mancanza di giurisdizione, il 1 giugno 2007; i casi di diffamazione a mezzo stampa e calunnia dovevano essere ascoltati per il 12 ottobre 2011 ma furono successivamente spostati all'aprile 2015. Un'altra causa contro Paulus e Joran van der Sloot fu archiviata nell'agosto 2006.
Il 10 novembre 2005, Paulus van der Sloot vinse una causa per ingiusta detenzione contro il governo di Aruba, liberandolo dai sospetti e permettendogli di riavere il suo contratto lavorativo col governo. Paulus Van der Sloot fece allora una seconda azione legale, cercando risarcimento per lui e la sua famiglia a causa dell'arresto sbagliato. Azione che all'inizio ebbe successo, ma il risarcimento fu poi cancellato in appello.

### Articolo suAmigoe
Il giornale Amigoe riportò delle interviste con Renfro e Dompig nelle quali accusarono i funzionari degli Stati Uniti di aver ostacolato sistematicamente nelle indagini le autorità di Aruba. Dissero inoltre che il giorno la scomparsa della Holloway, un medjet, aereo privato per soccorso medico, senza l'autorizzazione delle autorità di Aruba, era arrivato sull'isola dove rimase svariati giorni con lo scopo di portare via la Holloway dall'isola senza avvertira le autorità locali. Renfro disse poi che Beth Twitty ricevette una chiamata da una donna non identificata il 2 giugno 2005, chiedendo denaro per svelare il luogo dove si trovava la Holloway, e dicendo che la ragazza non voleva ritornare dalla madre. Secondo Renfo, lei e un'altra americana andarono a un luogo di spaccio dove presumibilmente si trovava la Holloway, con dei soldi, ma si accorsero che Jug Twitty era arrivato, diffondendo "panico e trambusto nelle dirette vicinanze", e niente poté essere fatto. I Twitty contestarono le dichiarazioni di Renfro, con Beth che lo descrisse come "una strega".

### Adattamento cinematografico
Il 19 aprile 2009, Lifetime Movie Network trasmise Natalee Holloway, un film televisivo basato sul libro di Beth Holloway Loving Natalee. Con Tracy Pollan nella parte di Beth Holloway-Twitty, Grant Show come George "Jug" Twitty, Amy Gumenick come Natalee Holloway mentre Jacques Strydom interpretò Joran van der Sloot, il film racconta gli eventi che portarono alla notte della scomparsa della Holloway, e le indagini che ne scaturirono. Fu girato in Sudafrica.
Il film non dâ una soluzione del caso, ma rappresenta vari scenari della storia, basandosi sulle testimonianze di chi fu coinvolto a vario titolo e di quelle dei sospettati, incluso Van der Sloot. Il film fu visto da oltre tre milioni di spettatori, ottenendo i più alti ascolti televisivi della storia del network. Il film ottenne recensioni positive e critiche. Alec Harvey del The Birmingham News definì il film "superficiale e scabroso, uno sguardo trascurabile alla tragedia che ha consumato l'attenzione della nazione per mesi". Jake Meaney del PopMatters trovò il film sorprendentemente "tranquillo ed equilibrato", e lodò l'interpretazione di Tracy Pollancome Beth Holloway. Un seguito, Justice for Natalee Holloway, fu trasmesso a metà del 2011 sul Lifetime Movie Network. Il film inizia nel 2010, ed è centrato sul proseguimento delle indagini per la scomparsa della ragazza.

## Copertura dei media

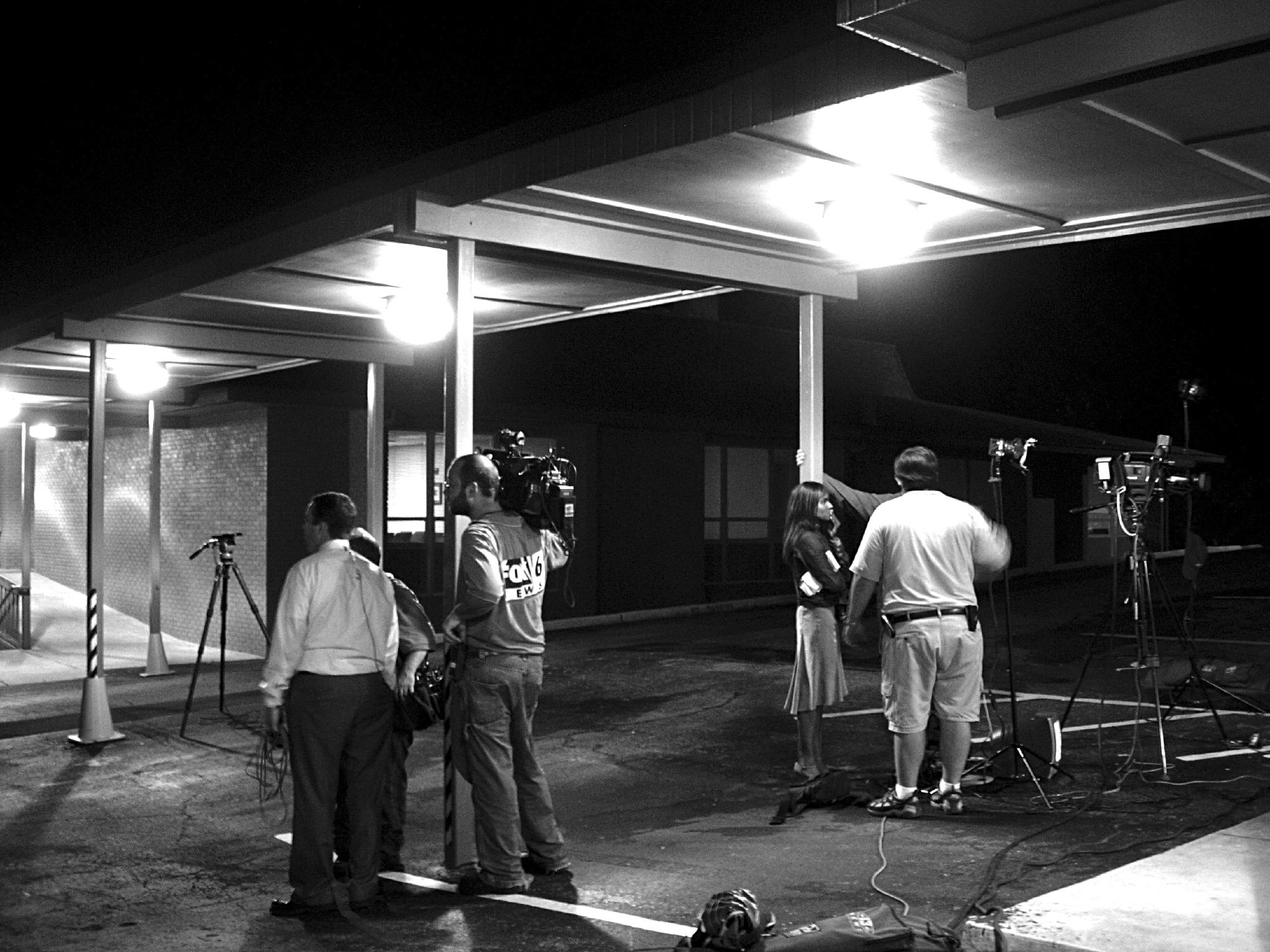
Troupe giornalistica segue il caso, 10 giugno 2005

I canali televisivi americani dedicarono molto tempo alla copertura delle ricerche per la Holloway, alle indagini per la sua scomparsa e alle voci che giravano sul caso. Greta Van Susteren, ospite del programma di Fox News On the Record, e Nancy Grace dei l programma della CNN Headline News, sono stati tra i personaggi televisivi che più hanno dato spazio alla scomparsa. La copertura pressoché continua della Van Susteren fece ottenere ad On the Record i suoi migliori indici d'ascolto. Più il caso proseguiva, più venne dato spazio a Beth Twitty e alle sue duchiarazioni. Il portavoce del governo di Aruba Ruben Trapenberg dichiarò, "Il caso è sotto un microscopio, e il mondo intero sta guardando."
La copertura intensiva del caso creò una reazione negativa da parte di alcuni critici che dissero che un'attenzione simile da parte dei media corroborava la teoria della "sindrome da donna bianca scomparsa" secondo la quale i casi di scomparsa di giovani donne e ragazze bianche ricevono un'attenzione sproporzionata rispetto a quella riservata a casi di scomparsa riguardanti giovani bianchi o persone di colore. La CNN criticò lo spazio che i concorrenti stavano dando alle ricerche, soprattutto quando non c'erano nuovi particolari da riferire, con il giornalista della CNN Anderson Cooper che chiamò la copertura dei media "perfettamente ridicola".
Inizialmente, l'analista politica ed editorialista Arianna Huffington scrisse, "Se seguite le notizie solo dalla televisione, pensereste che il principale problema del nostro paese adesso sia una diciottenne di nome Natalee che è scomparsa ad Aruba. Ogni volta che esce una di queste notizie, come quelle riguardanti Michael Jackson, ogni volta che le storie finiscono penso, che sollievo, finalmente possiamo tornare alle vere notizie. Ma non lo facciamo mai."
Nel marzo 2008, El Diario scrisse, "Ma se persistono dubbi sui casi di scomparsa di donne ispaniche, c'è una ragione. Questi casi raramente ricevono l'attenzione data ad altre persone scomparse. I media in lingua inglese, ad esempio, rimangono focalizzati sui casi di scomparsa di donne bianche, come la scomparsa di Natalee Holloway ad Aruba. Altri casi, ad esempio quelli delle donne afroamericane che spesso rimangono senza un volto, a volte nemmeno se ne parla."
La giornalista della CBS Danna Walker dichiarò, "ci sono critiche che il caso è seguito solo perché si tratta di una bella ragazza bionda—e bionda—e sono critiche che i giornalisti prendono seriamente e guardano poi altrove per altre storie. Ma è una grande storia perché si tratta di una ragazza americana partita e mai tornata È un grande mistero, qualcosa con cui la gente si identifica."
Il giornalista di Good Morning America Chris Cuomo non fu dispiaciuto dalla grande copertura che il suo programma diede al caso. "Non credo sia mio compito giudicare quello che la gente vuole vedere … se dicono, Voglio sapere cosa è successo a questa ragazza' … voglio aiutarli a scoprirlo."
La famiglia della Holloway criticò il calo di copertura del caso. Il calo delle notizie sulla scomparsa della Holloway si ebbe dal maggiore seguito che i giornali diedero all'avvicinarsi dell'Uragano Katrina. Beth Twitty e Dave Holloway accusarono Aruba di aver sfruttato l'aumento della copertura mediatica sull'uragano per rilasciare i sospettati. Tuttavia, la fine della detenzione di Joran van Der Sloot c'era stata molto tempo prima dell'arrivo dell'uragano.